# Michael Deiml
Michael Deiml (* 1949 in Prag) ist ein deutscher Bildhauer.

## Leben
Nach dem Abitur machte er erst eine technische Ausbildung und arbeitete für zehn Jahre in der Elektronikindustrie. Danach studierte Deiml von 1982 bis 1988 im Studiengang Freie Bildhauerei an der Kunstakademie Stuttgart bei Jürgen Brodwolf. Seitdem arbeitet er als freischaffender Künstler.

## Werke

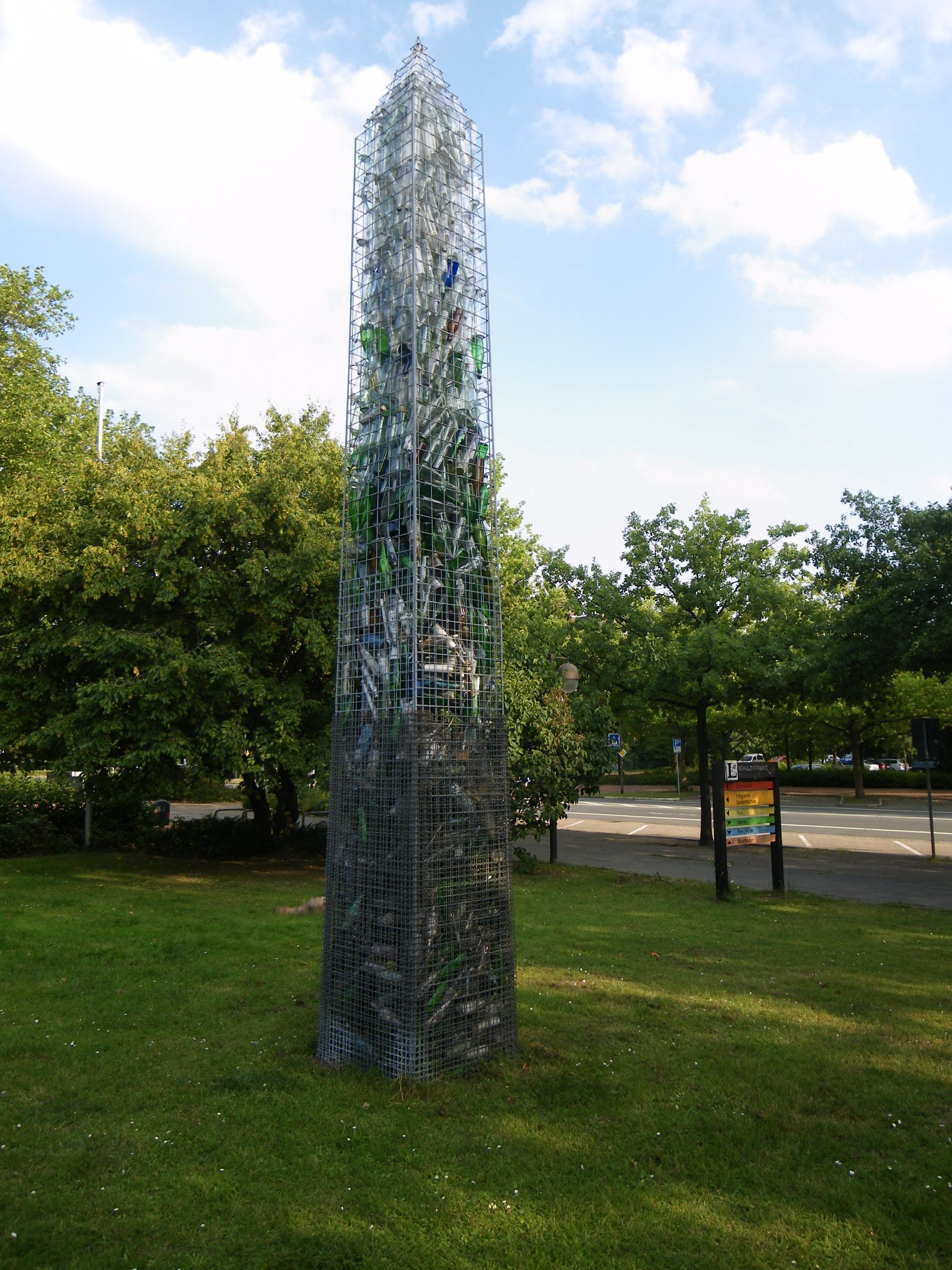
Obelisk in Langenhagen, 2000

### Der Obelisk in Langenhagen
Im Kontext der EXPO 2000 veranstaltete die Kulturstiftung Langenhagen e. V. die Ausstellung 99 Standpunkte Skulpturen in Langenhagen. Michael Deiml beteiligte sich mit der 7 m hohen Skulptur Obelisk (0,8 × 0,8 m), die als eine der wenigen Arbeiten dieser besonderen Ausstellung heute noch im Stadtraum zu sehen ist. Lichtaffinität und Inschriften spielen auch bei diesem etwas anderen Obelisk eine wichtige Rolle. Statt aus einem einzigen Stein besteht dieser Obelisk aus einem Stahlgeflecht, das mit hunderten von unterschiedlich farbigen Glasflaschen gefüllt ist. Die für einen Obelisk bedeutsamen Inschriften befinden sich hier nicht auf der Oberfläche, sondern sind quasi versteckt in den Flaschen als persönliche Botschaft für die Zukunft enthalten. In den von außen kaum lesbaren Briefen, Gedichten, Notizen oder Zeichnungen spiegelt sich die emotionale Situation von Langenhagener Schülern zu Beginn des dritten Jahrtausends wider. Die weißen Glasflaschen in der Spitzes der Skulptur bleiben transparent und führen dazu, dass der Obelisk bei Sonnenschein wie ein Kristall erstrahlen kann.

### Landschaftsinstallation Sonne – Licht – Mensch
Nach einem Konzept von 1984 schuf Michael Deiml die zweiteilige Installation Sonne – Licht – Mensch, die seit 1989 im nördlichsten Teil der Skulpturenlandschaft im Tal zwischen Hasselbach und Werkhausen installiert ist. Bestehend aus einem Spiegel am Berg und einem Steinkreis mit Stahlbogen im Tal, werden die Faktoren Raum und Zeit anhand der Sonnenbewegung im Jahreslauf direkt ablesbar in das Kunstwerk integriert.

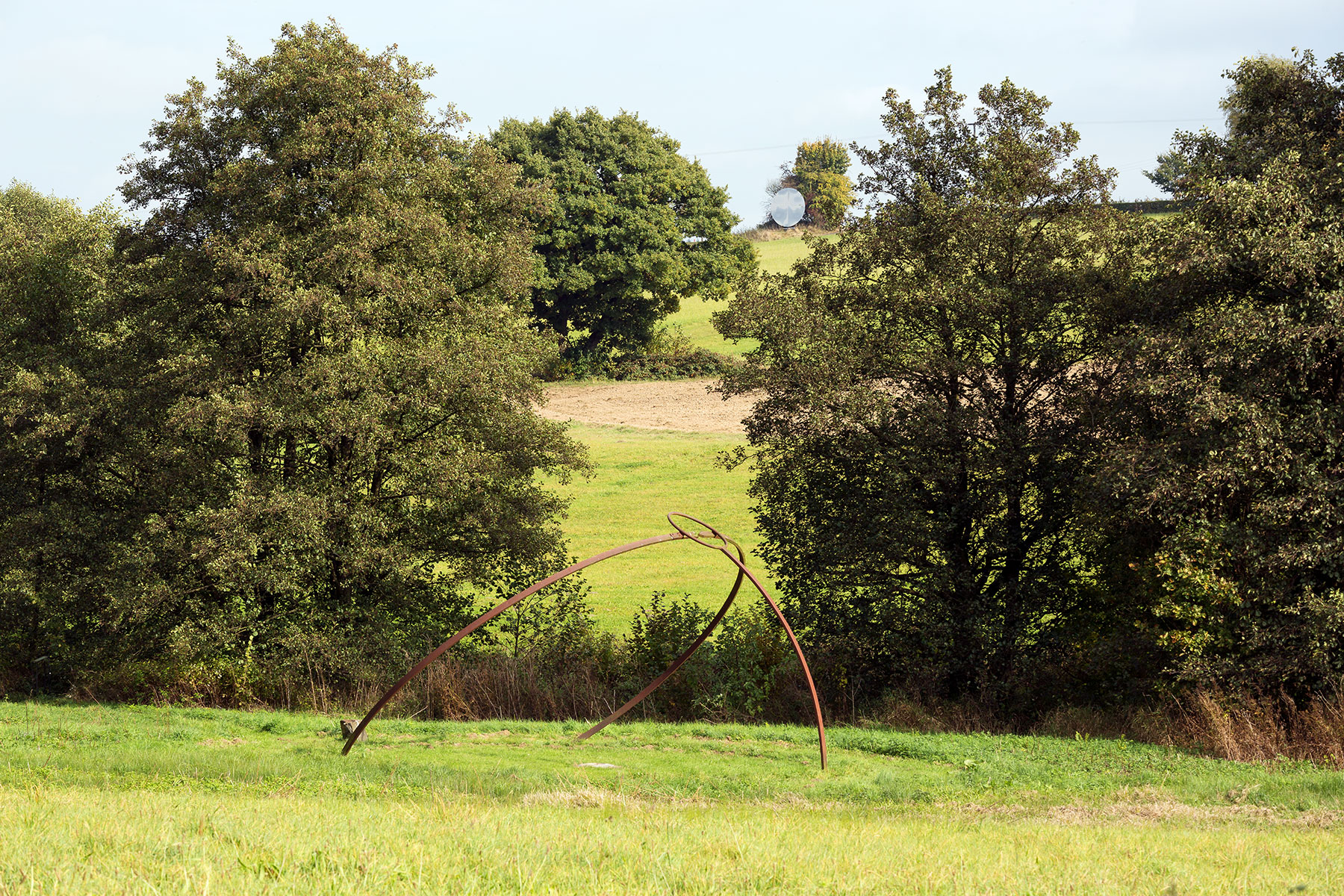
im Tal (Skulpturenpark) zwischen Hasselbach und Werkhausen.

## Ausstellungen
1988 Installationen und Projekte, Galerie Heppächer (Esslingen)
1991 Installation La Fenètre und Performance Entre-Mondes, Cité Internationale des Arts (Paris)
1992 Stipendiatenausstellung im Haus der Kunststiftung Baden-Württemberg (Stuttgart)
1992 Retour de Paris, Institut Français (Stuttgart)
1992 Klanginstallation Das Fenster und Klangperformance Zwischenwelten, Villa Gans (Kronberg in Taunus)
2002 Luce e Vento, Castello di Pergine, Italien
2007 Von Mikro zu Makro, Städtische Galerie Sindelfingen